# 2K12 Koub
Le 2K12 Koub (en russe : Куб (« cube ») ; code OTAN : SA-6 Gainful) est un système d'armes antiaérien équipé de missile sol-air dont le développement a été lancé à la fin des années 1950 et construit à plus de 500 exemplaires entre 1968 et 1985 par l'Union soviétique. Il est encore utilisé actuellement dans de nombreuses armées du monde.

## Engagements
Guerre du Kippour : Le SA-6 Gainful a surpris les Israéliens lors de la guerre du Kippour en 1973, alors qu'ils étaient habitués à avoir la supériorité aérienne sur le champ de bataille. Les A-4 Skyhawk et les F-4 Phantom II ont payé un lourd tribut dû à la mobilité du SA-6 et à l'ignorance de la longueur d’onde de son radar d’acquisition. Une fois les contremesures adéquates employées, les pertes israéliennes ont considérablement diminué. Les pilotes israéliens ont surnommé le SA-6 « Les Trois Doigts de la Mort » en référence à l'apparence du lanceur.
Guerre du Sahara occidental : Pendant la Bataille de Gueltat Zemmour en 1981, un avion de transport C-130H utilisé pour coordonner la défense marocaine est repéré et abattu par des 2K12 Koub sahraouis. La destruction de l'avion déclenche l'attaque générale des Sahraouis et alerte la garnison. L'artillerie sahraouie, dont des BM-21 Grad, commence alors à bombarder la base. À midi, un F-5E et un Mirage F1 venus soutenir la garnison sont abattus, respectivement par un 2K12 Koub (SA-6) et par un 9K31 Strela-1 (SA-9).
Libye : le système a été déployé par la Libye lors du conflit tchado-libyen et s'est révélé être une menace pour les avions français, mais le 7 janvier 1987, l’Armée de l’Air a réussi à détruire un site radar du SA-6 avec deux Jaguars de l'escadron de chasse 3/3 Ardennes armés de missiles antiradars AS-37 Martel.
Plus tard, les rebelles tchadiens prennent la base aérienne Ouadi Doum et saisissent intact pratiquement tout l'équipement lourd utilisé pour la défense de cette base libyenne. La plupart de ce matériel a été transporté en France et aux États-Unis dans les jours qui suivent, mais certains SA-6 sont restés au Tchad.
Pendant l’intervention militaire de 2011 en Libye, aucun appareil de l’OTAN ne fut abattu par des SA-6.

## Pays utilisateurs
De nombreux pays ont utilisé ou utilisent des 2K12 Koub, parmi ceux ci :
- Allemagne de l'Est : 27 reçus de l'URSS en 1979[2] ;
- Algérie : 10 reçus de l'URSS en 1986[2] ;
- Angola : 7 commandés à l'URSS en 1983 et reçus en 1988[2] ;
- Arménie
- Birmanie
- Bosnie-Herzégovine
- Bulgarie : 10 reçus de l'URSS en 1982[2] ;
- Cameroun
- Corée du Nord
- Cuba : 3 reçus de l'URSS en 1983[2] ;
- Égypte : 18 commandés entre 1971 et 1973 et reçus en 1972 et 1973[2] ;
- Éthiopie[3]
- Finlande[3]
- Guinée-Bissau[3]
- Guyana[3]
- Hongrie : 10 reçus de l'URSS en 1979[2] ;
- Inde : 25 reçus de l'URSS en 1979[2] ;
- Iran : 2 reçus de la Russie en 1996[2] ;
- Irak : 20 reçus de l'URSS en 1985[2] ;
- Koweït[3]
- Libye[1] : 35 commandés à l'URSS en 1974 et reçus en 1976[2] ;
- Malte[3]
- Mozambique[3]
- Pérou[3]
- Pologne : 25 reçus de l'URSS en 1978[2] ;
- Roumanie : 10 reçus de l'URSS en 1982[2] ;
- République arabe sahraouie démocratique : 1 en 1981[2] ;
- Union soviétique/ Russie
- Serbie
- Slovaquie
- Somalie[3]
- Syrie : 50 dont 20 reçus en 1973 et 30 commandés en 1978 et reçus en 1981[2] ;
- Tanzanie : 3 reçus de l'URSS en 1979[2] ;
- Tchad
- Tchécoslovaquie : 10 reçus de l'URSS en 1975[2] ;
- République tchèque : hérités de la Tchécoslovaquie ;
- Ukraine 2 reçus de la Tchéquie en 2023[2] ;
- Viêt Nam : 10 reçus de l'URSS en 1980[2] ;
- Yémen du Sud : 6 commandés à l'URSS en 1979 et reçus en 1980[2] ;
- Yougoslavie : 17 reçus de l'URSS en 1977[2] ;
- Zambie[3]